# The Spy Who Loved Me (Computerspiel)
The Spy Who Loved Me ist ein Computerspiel, das auf dem James-Bond-Film Der Spion, der mich liebte (1977) basiert. Es baut auf die Technik des Computerspiels Licence to Kill auf, das im Jahr zuvor für den Film Lizenz zum Töten erschienen war.

## Handlung
Die Handlung orientiert sich knapp am Filmverlauf. Es beginnt mit der Verfolgungsjagd im Lotus und endet in Atlantis. Die Szenen in Ägypten, Österreich und England wurden nicht berücksichtigt.

## Spielprinzip
Das Spiel bietet zwei 2D-Ansichten, die Draufsicht für die Fahrsequenzen und eine egoähnliche Shoot-’em-up-Ansicht in zwei anderen Leveln. Man verfügt als Spieler über eine Lebenslinie und die Fahrzeuge können in Qs fahrendem Truck mit Gimmicks aufgerüstet werden. Diese können aber nur mit den Q-Coins auf der Straße des Levels erworben werden. Der Einbau spezieller Geräte macht ein Fortkommen zum nächsten Level erforderlich. Wenn man Passanten überfährt, werden einem Punkte abgezogen.

## Besonderheiten
- Die Musik (unter anderem das James-Bond-Thema) wurde im Stil der Zeit um 1990 aufgenommen und enthält einen Sample („A Yeah“), der auch in anderen Rap-Songs der Zeit zu finden war.

- Roger Moore wurde, obwohl er 1990 nicht mehr Darsteller war, im Vorspann des Spiels erwähnt. Kurioserweiser wurden Moore und Barbara Bach aber nicht fürs Cover verwendet. Es wurden Figuren gemalt, die mit der Pose und Kleidung der auf dem Poster ähnelten.

## Rezeption
Die Grafik sei ordentlich gezeichnet und abwechslungsreich. Die Handhabung beim Fahren sei angenehm. Das Gameplay lasse den Spieler manchmal feststecken oder sorge für unschaffbar schwere Levels. Zudem falle auf, dass die meisten Spielideen aus anderen Spielen übernommen wurden. Es handele sich um ein ruckeifreies, vogelperspektivisches Abenteuer nach gewohnter Art mit ausgezeichneter Steuerung. Drehbewegungen und Explosionen der Fahrzeuge seien mit viel Liebe zum Detail gezeichnet. Grafik und Sound seien überdurchschnittlich. Spielerisch sei es jedoch nicht neuartig.